# 通鑑前編
『通鑑前編』（つがんぜんぺん）は、南宋の金履祥（号は仁山）によって編まれた歴史書。

## 概要
通鑑前編とは、南宋の金履祥によって編まれた歴史書。『資治通鑑』によって表された時代の前について書かれたもの。全18巻。
編者の金履祥は朱子学者であり、胡宏の『皇王大紀』に大きく依拠するなど、朱子学の考え方が内容に反映されている。この点は『通鑑続編』と大きく異なる。